# Oursoul
L'Oursoul (en russe : Урсул) est une rivière de Russie, qui coule en république de l'Altaï (Sibérie occidentale). C'est un affluent de la Katoun en rive gauche, donc un sous-affluent de l'Ob. 

## Géographie
Son bassin versant a une superficie de 3 600 km2, soit une surface plus ou moins équivalente à celle du département du Rhône en France, ou à celle de la province de Namur en Belgique. 
L'Oursoul est un cours d'eau de haute montagne. Il prend sa source dans la région des sommets occidentaux du massif de l'Altaï, sur les monts de la Terekta, dans la république de l'Altaï puis coule globalement en direction de l'est.
Il se jette dans la rivière Katoun en rive gauche au niveau de la petite localité de Stepouchka, une cinquantaine de kilomètres en aval du point de confluence de la Tchouïa.
La rivière baigne une région très peu peuplée. Seul le grand village d'Ongoudaï (chef-lieu du raïon du même nom) mérite d'être mentionné.

## Hydrométrie - Les débits à Ongoudaï
Le débit de l'Oursoul a été observé pendant 59 ans (durant la période 1937-2000) à Ongoudaï, localité située à 32 kilomètres de son confluent avec la Katoun et à 814 mètres d'altitude. 
Le débit inter annuel moyen ou module observé à Ongoudaï sur cette période était de 16,8 m3/s pour une surface prise en compte de 3 080 km2, soit plus ou moins 85 % du bassin versant total de la rivière qui en compte 3 600.
La lame d'eau écoulée dans cette partie du bassin atteint ainsi le chiffre de 172 millimètres par an, ce qui peut être considéré comme médiocre, du moins dans le contexte d'une région de haute montagne et du haut bassin de l'Ob, caractérisé généralement par un écoulement plus abondant. 
Les crues de l'Oursoul se déroulent au printemps et au début de l'été, de mai à juillet (avec un maximum en mai-juin) et résultent de la fonte des neiges et des glaces. En juillet-août, le débit baisse mais faiblement et cette baisse se poursuit tout au long du reste de l'été et de l'automne. D'octobre à décembre, la baisse du débit s'accélère nettement, ce qui constitue le début de la période des basses eaux. Celles-ci correspondent à l'hiver russe et à ses importantes gelées qui envahissent toute la Sibérie et sont particulièrement sévères en région de haute montagne ; la rivière atteint alors son minimum, ou étiage, période allant de novembre-décembre à mars inclus. 
Le débit moyen mensuel observé en février (minimum d'étiage) est de 1,96 m3/s, soit environ 5 % du débit moyen du mois de juin (38,1 m3/s), ce qui souligne l'amplitude importante des variations saisonnières. Ces écarts peuvent être plus importants encore d'après les années : sur la durée d'observation de 59 ans, le débit mensuel minimal a été de 0,44 m3/s en février 1956, tandis que le débit mensuel maximal s'élevait à 84,7 m3/s en juillet 1958.
En ce qui concerne la période estivale, la plus importante car libre de glaces (de mai à septembre inclus), le débit mensuel minimum observé a été de 7,73 m3/s en août 1974, ce qui restait assez abondant par rapport au débit moyen. Des débits estivaux inférieurs à 8 m3/s sont très rares.